# Siège de Maastricht (1267)
Pour les articles homonymes, voir Siège de Maastricht.
Guerres Liège-Brabant
Batailles
- Siège de Maastricht (1204)
- Sac de Liège (1212)
- Bataille de Steps (1213)
- Siège de Maastricht (1267)
- Siège de Maastricht (1303)
- Siège de Maastricht (1334)
- Trêve de Booienhoven (1378)

Le siège de Maastricht de 1267 est le siège de la double seigneurie de Maastricht par les forces alliées du prince-évêque de Liège et du comte de Gueldre. Le siège fait partie des Guerres Liège-Brabant et a abouti à l'occupation de la ville par les Liégeois jusqu'en 1269.

## Historique
Depuis le début du Moyen Âge, les citoyens de Maastricht étaient divisés en deux nationalités, ou familiae : la familia sancte Marie sanctique Lamberti et la familia sancti Servatii, généralement appelé simplement « ceux de Lambert » et « ceux de Saint-Servais », et plus tard Liégeoise et Brabançons. Cette division remonte à la création des paroisses historiques de Maastricht : la paroisse de Notre-Dame autour de l'église Notre-Dame et la paroisse Saint-Servais, autour de l'église Saint-Servais. L'ancienne église, probablement la cathédrale de l'ancien diocèse de Maastricht, est situé dans le castrum construit par les Romains ; l'autre église, tombe de saint Servais, est situé à l'extérieur du castrum, plus tard place Vrijthof.
Après le déplacement du siège de l'évêché dans le VIIIe ou IXe siècle de Maastricht à Liège, les évêques de Liège gardent un certain pouvoir sur la paroisse de l'église de l'ancien évêché de Maastricht. L'église Saint-Servais et son abbaye sont de plus en plus sous l'influence des rois et empereurs du Saint-Empire qui possédaient un palais sur le Vrijthof. Vers 1200, les relations en le roi allemand et Maastricht sont moins forts en raison de l'émergence du duché de Brabant comme puissance régionale. Les ducs de Brabant, depuis 1204, ont pris la place des rois allemands dans la gestion du condominium de Maastricht. Les guerres Liège-Brabant (1204-1378) débutent avec le siège de 1204 qui est une réponse de la principauté de Liège aux visées expansionnistes du Brabant.
Après la mort de Henri III de Brabant en 1261, il apparaît dans les pays mosan un vide de pouvoir. En effet, son successeur Henri IV n'est âgé que de dix ans et est aussi mentalement déficient. Sa mère, Adélaïde de Bourgogne, assure la régence et convainc ce dernier d'abdiquer en mai 1267 en faveur de son frère Jean Ier, qui est alors lui aussi mineur. Le prince-évêque de Liège, Henri de Gueldre, profitant de la confusion dans le Brabant, cherche à récupérer son influence sur Malines en 1266 mais ce ne fut pas un succès. En 1267, il fit de même à Maastricht, où les évêques de Liège, depuis le siège raté de 1204, devait tolérer le partage du pouvoir avec les ducs de Brabant et où les nationaux liégeois sont méprisés depuis des années par les Brabançons. Lors du siège de 1204, Maastricht était une proie facile pour les Liège, la ville n'était en effet défendue que par un rempart de terre. En 1267, la situation est autre : l'enceinte en pierre, autorisée en 1229 par l'empereur et le duc, est achevée.

## Siège

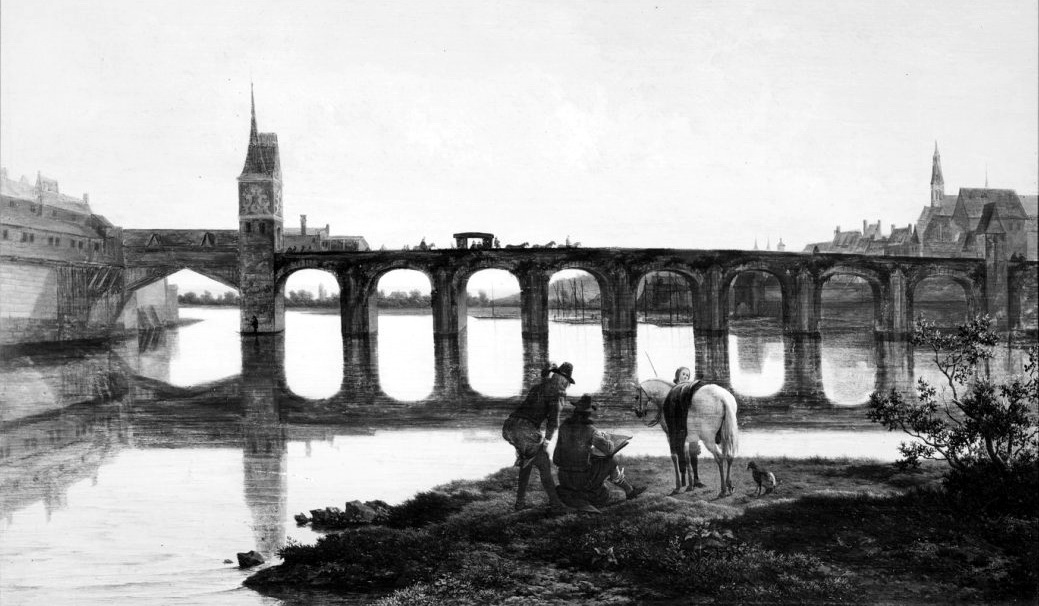
Pont Saint-Servais avec une tour médiévale, probablement similaire à la tour détruite en 1267 (Joris van der Haagen, 1649)

En 1267, l'évêque de Liège Henri de Gueldre craignait moins le duc de Brabant que son vassal Thierry II de Valkenburg. Ce dernier reçoit une rente de 200 livres de Louvain, livres des péages des ponts de Maastricht et est prêt à protéger le vieux Pont romain de Maastricht (nl). Henri était soutenu par son frère, le comte Otton II de Gueldre, surnommé le Paralysé. Ensemble, ils réussissent à maîtriser Maastricht malgré une opposition farouche de Thierry II de Valkenburg. Celui-ci et ses 300 hommes s'étaient retranchés dans la tour défensive du pont de Maastricht côté Wyck, d'où ils essayaient de stopper les troupes liégeoises aussi longtemps que possible. Le pont de bois est détruit pendant le siège.
Henri conserva Maastricht pendant environ deux ans. La tour de Wyck construite en 1248 par le duc Henri III de Brabant endommagée est démolie. La tradition veut que l'évêque ait envoyé les pierres de la tour à Montfort pour y construire le château de Montfort,,. Le vieux Pont romain de Maastricht (nl) qui fut détruit ou endommagé pendant le siège est restauré mais s'effondre en 1275 lors d'une procession. L'ancien pont de bois est remplacé par un pont en pierre un peu plus au nord.
L'évêque de Liège exige que tous « hommes du duc », comprenant tous les Brabançons de Maastricht, lui prêtent serment d’allégeance. Les échevins brabançons sont renvoyés chez eux. En renversant le thing brabançon sur le Vrijthof et la potence, l'évêque démontre qu'il est désormais le seul maître. La destruction du couvent adjacent des Wittevrouwen en 1268 est peut-être lié à cet évènement. Les autres destructions causées par le siège et l'occupation ne sont pas connus bien que l'on peut supposer que les remparts aient eu besoin d'être réparés.

## Conséquences du siège
Après le siège de 1267, les troupes liégeoises occupent Maastricht deux ans mais le prince-évêque de Liège Henri de Gueldre accepte que le duc de Brabant participe au pouvoir à nouveau. En 1284, le statut de double seigneurie de Maastricht est inscrit dans un traité constitutionnel, l'Adle Caerte complété par la Doghter Caerte en 1356. Ce condominium Liège-Brabant perdura jusqu'en 1632 même après que les ducs de Bourgogne en 1430 puis les rois d'Espagne au XVIe siècle aient pris la place des ducs de Brabant. Après la prise de Maastricht par Frédéric-Henri d'Orange-Nassau en 1632, les États Généraux des Provinces-Unies succèdent aux ducs de Brabant dans leurs droits jusqu'en 1794 année de la capture de Maastricht par les français armées révolutionnaires françaises qui met définitivement fin au statut de double seigneurie de Maastricht.
En 1269, Henri de Gueldre dut abandonner l'occupation de Maastricht car les citoyens de Liège et d'autres Bonnes Villes se retournent contre lui et détruisent la citadelle de Sainte-Walburge. En 1274, lors du deuxième concile de Lyon, l'évêque de Liège est reconnu indigne de la dignité épiscopale par le pape Grégoire X en raison des scandales liés à sa vie privée. Il finit sa vie à la tête d'une bande de pillards et meurt au pied du château de Franchimont.
Thierry II de Valkenburg, après sa défaite à Maastricht, meurt en 1268 en tentant de libérer son frère Engelbert II de Valkenburg, archevêque de Cologne.

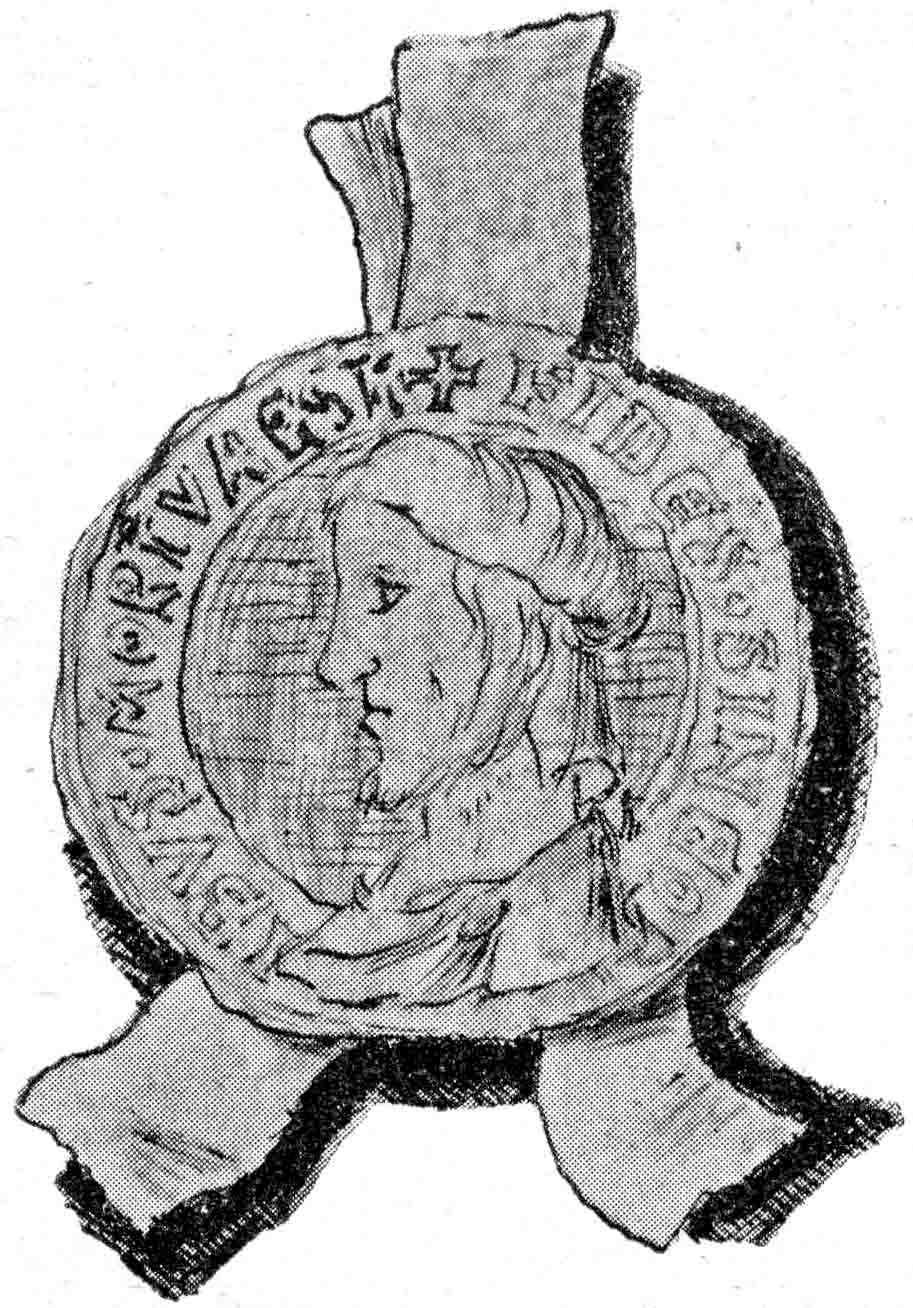
Henri de Gueldre, commandant des troupes liégeoises
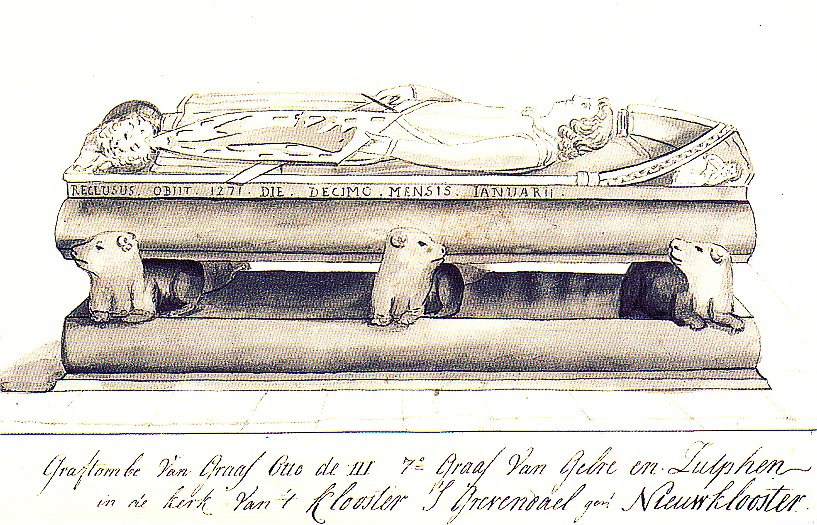
Otton II de Gueldre, allié et frère d'Henri de Gueldre
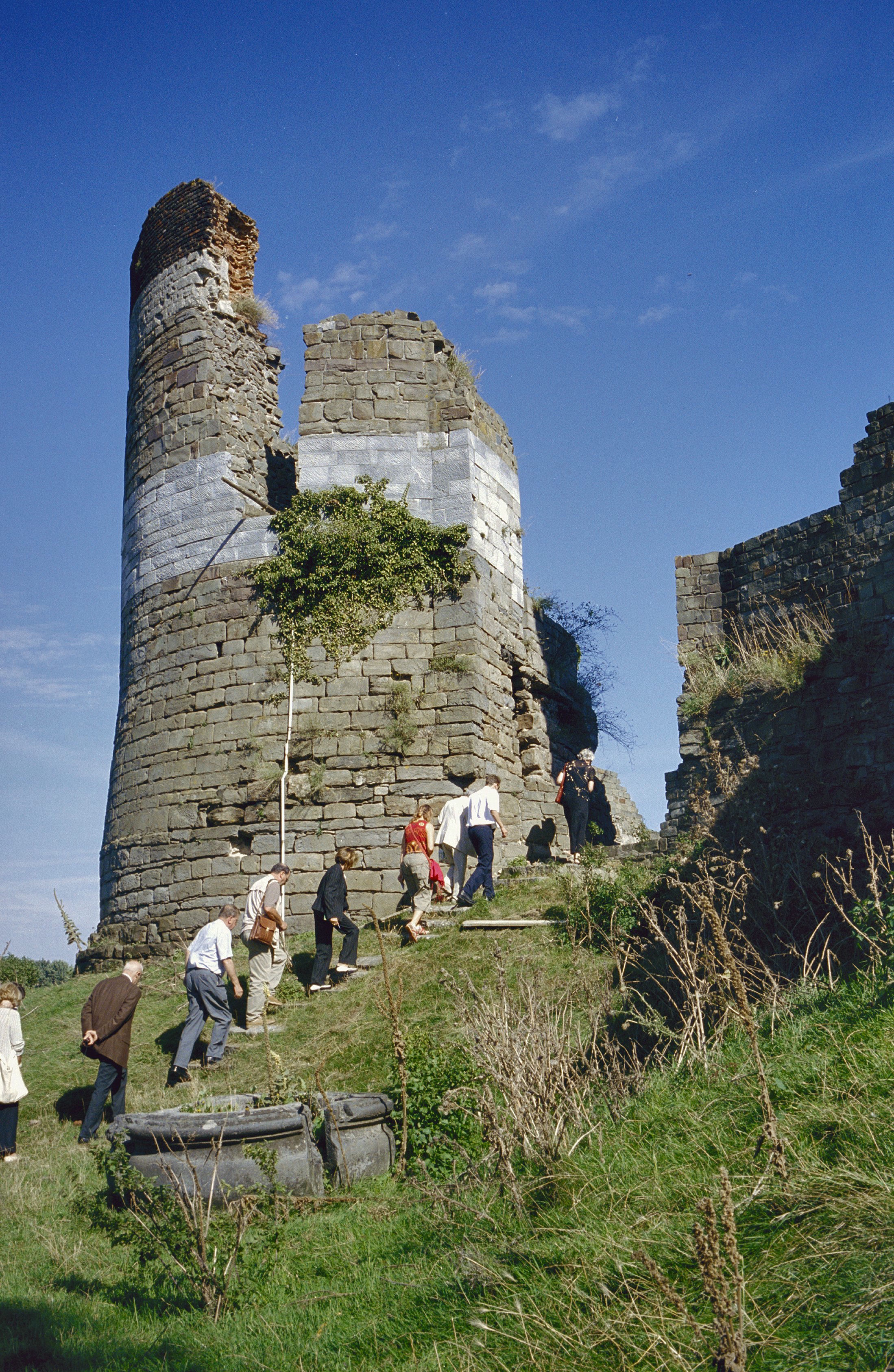
Le château de Montfort construit avec les pierres de la tour de Wyck
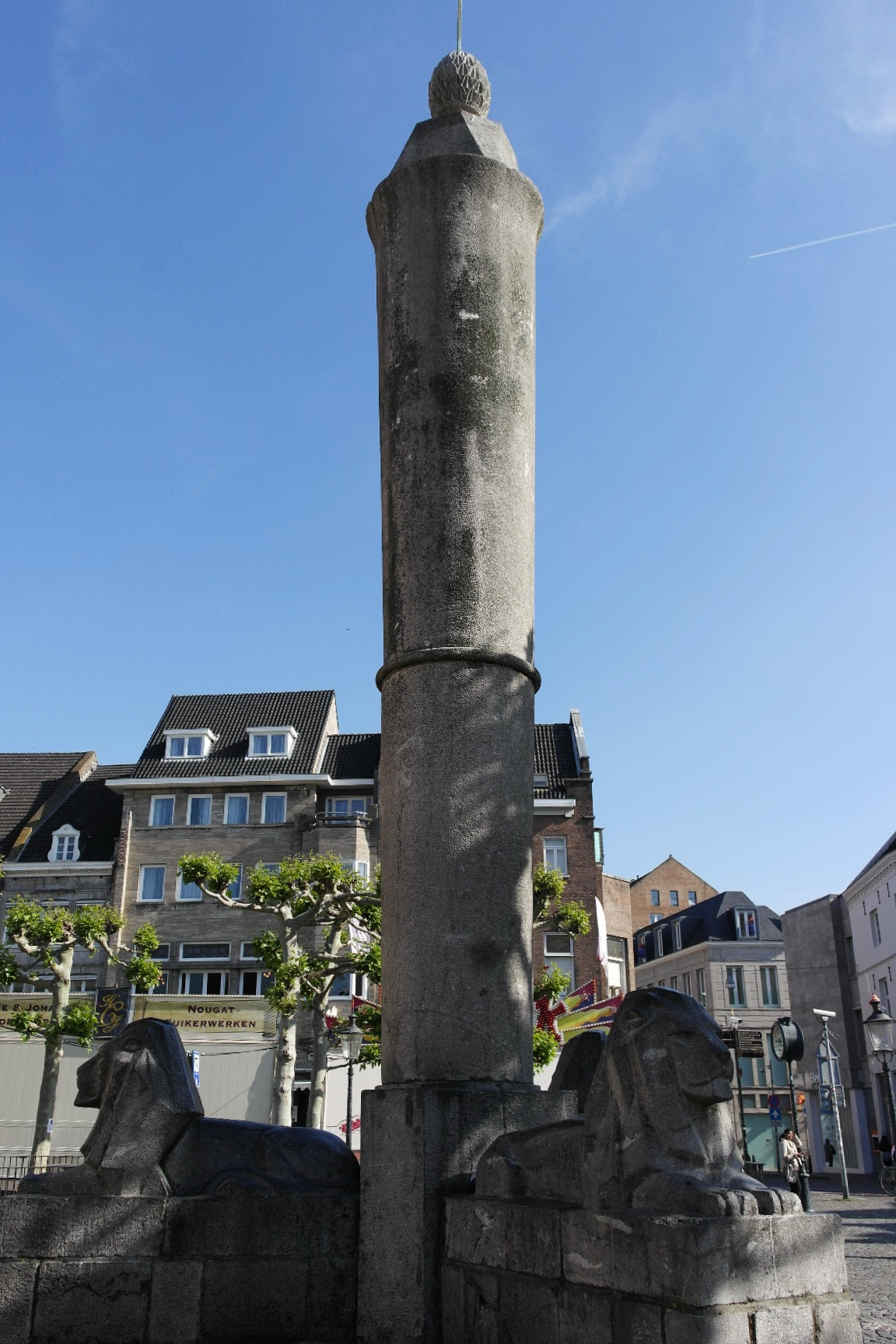
Le perron sur la place Vrijthof, symbole de libertés liégeoises à Maastricht